# Клевер кавказский
Кле́вер кавка́зский (лат. Trifolium caucasicum) — многолетнее травянистое растение, вид рода Клевер (Trifolium) трибы Клеверные (Trifolieae) подсемейства Мотыльковых (Faboideae) семейства Бобовых (Fabaceae).

## Ботаническое описание
Стебли высотой 40—80 см, немногочисленные, восходящие, ветвистые, коротко- или прижато-волосистые.
Прилистники ланцетной формы, волосистые, плёнчатые, в свободной меньшей части имеют линейно-ланцетную форму края длинно-реснитчатые. Листочки от продолговато-эллиптической до ланцетной формы, длиной 2—6 см и шириной 1—2 см, прижато-волосистые.
Соцветие — головка, на концах ветвей одиночные, яйцевидной формы, длиной 2,5—4 см. Расположены на ножках, которые сначала одиночные, а затем удлиняются.
Цветки составляют в длину 1,8—2 см, трубка чашечки длиной 0,6—0,8 см, ребристая, с рассеянными волосками, под зубцами немного суженная. Зубцы чашечки по длине равны трубочке или немного длиннее её, ланцетной формы, концы оттянуто-заострённые, края реснитчатые с тремя жилками, при плодах немного отклоняются. Венчик длиной около 1,8 см, бледно-жёлтого цвета, к концу цветения приобретает красноватый окрас, а впоследствии буреет.
Плод — боб, яйцевидной формы, верхняя часть хрящеватая, семя одно. Цветение происходит в мае, плодоносит с июня по июль.
Вид описан с Кавказа.

## Экология и распространение
Клевер кавказский произрастает на склонах гор, лесных опушках и в лесах с достаточным количеством света. Распространён в Иране, Сирии, Турции, Армении, Азербайджане, Грузии, России (Дагестан, Кабардино-Балкария, Карачаево-Черкесия, Краснодарский край, Северная Осетия, Ставропольский край, Ростовская область), Молдавии и Украине (Донецкая область, Крым).

## Классификация
Вид Клевер кавказский входит в род Клевер (Trifolium) трибу Клеверные (Trifolieae) подсемейство Мотыльковые (Faboideae) семейство Бобовые (Fabaceae).
|  |                          |  |                                                           |                                                           |                   |  | ещё 3 семейства (согласно Системе APG II) | ещё 3 семейства (согласно Системе APG II) |                          |  |  |  | ещё 27 триб           | ещё 27 триб |  |  |  |  | ещё около 300 видов | ещё около 300 видов |
|  |                          |  |                                                           |                                                           |                   |  | ещё 3 семейства (согласно Системе APG II) | ещё 3 семейства (согласно Системе APG II) |                          |  |  |  | ещё 27 триб           | ещё 27 триб |  |  |  |  | ещё около 300 видов | ещё около 300 видов |
|  |                          |  |                                                           | порядок Бобовоцветные                                     |                   |  |                                           |                                           | подсемейство Мотыльковые |  |  |  |                       | род Клевер  |  |  |  |  |                     |                     |
|  |                          |  |                                                           | порядок Бобовоцветные                                     |                   |  |                                           |                                           | подсемейство Мотыльковые |  |  |  |                       | род Клевер  |  |  |  |  |                     |                     |
|  | отдел Цветковые растения |  |                                                           |                                                           | семейство Бобовые |  |                                           |                                           | триба Клеверные          |  |  |  | вид Клевер кавказский |             |  |  |  |  |                     |                     |
|  | отдел Цветковые растения |  |                                                           |                                                           |                   |  |                                           |                                           |                          |  |  |  |                       |             |  |  |  |  |                     |                     |
|  |                          |  | ещё 45 порядков покрытосеменных (согласно Системе APG II) | ещё 45 порядков покрытосеменных (согласно Системе APG II) |                   |  |                                           | ещё 2 подсемейства                        | ещё 2 подсемейства       |  |  |  | ещё 5 родов           | ещё 5 родов |  |  |  |  |                     |                     |
|  |                          |  |                                                           | ещё 45 порядков покрытосеменных (согласно Системе APG II) |                   |  |                                           |                                           | ещё 2 подсемейства       |  |  |  |                       | ещё 5 родов |  |  |  |  |                     |                     |